# Joseph Santley
Joseph Santley est un réalisateur, scénariste, producteur et acteur américain né le 10 janvier 1889 à Salt Lake City, Utah (États-Unis), mort le 8 août 1971 à l'àge de 82 ans à West Los Angeles (États-Unis).

## Filmographie

### Comme réalisateur
- 1928 : Ruth Etting
- 1929 : Radio Rhythm
- 1929 : High Hat
- 1929 : Ruth Etting in Favorite Melodies
- 1929 : Noix de coco (The Cocoanuts)
- 1929 : A Ziegfeld Midnight Frolic
- 1929 : Booklovers (et scénariste)
- 1929 : Two Americans
- 1929 : The Traveler
- 1930 : Swing High (et scénariste)
- 1931 : Oh! Oh! Cleopatra
- 1932 : Ladies Not Allowed
- 1933 : The Poor Fish
- 1933 : Peeking Tom
- 1934 : The Loudspeaker (en)
- 1934 : Young and Beautiful
- 1934 : Million Dollar Baby (en) (et scénariste)
- 1935 : Waterfront Lady (en)
- 1935 : Harmony Lane (en) (et scénariste)
- 1935 : Frisco Waterfront
- 1936 : Her Master's Voice
- 1936 : Dancing Feet
- 1936 : Le Boxeur chantant (Laughing Irish Eyes)
- 1936 : The Harvester
- 1936 : We Went to College
- 1936 : Walking on Air
- 1936 : L'habit ne fait pas le moine ( Smartest Girl in Town)
- 1937 : Nouilles au bluff (Meet the Missus)
- 1937 : There Goes the Groom
- 1937 : La Belle et Le Fisc (She's Got Everything)
- 1938 : Blond Cheat
- 1938 : Always in Trouble
- 1938 : Swing, Sister, Swing
- 1939 : The Spirit of Culver
- 1939 : The Family Next Door
- 1939 : Two Bright Boys
- 1940 : Musique dans mon cœur (Music in my heart)
- 1940 : Melody and Moonlight
- 1940 : Dancing on a Dime
- 1940 : Melody Ranch (en)
- 1940 : Behind the News
- 1941 : Sis Hopkins
- 1941 : Rookies on Parade (en)
- 1941 : Puddin' Head (en)
- 1941 : Ice-Capades
- 1941 : Down Mexico Way (en)
- 1942 : A Tragedy at Midnight
- 1942 : Yokel Boy
- 1942 : Remember Pearl Harbor
- 1942 : Judy, espionne improvisée (Joan of Ozark)
- 1942 : Call of the Canyon (en)
- 1943 : Au coin de notre rue (Shantytown)
- 1943 : Chatterbox
- 1943 : Thumbs Up (en)
- 1943 : Sleepy Lagoon
- 1943 : Here Comes Elmer
- 1944 : Rosie the Riveter
- 1944 : Jamboree
- 1944 : Goodnight, Sweetheart (et producteur)
- 1944 : Three Little Sisters
- 1944 : Brazil
- 1945 : Earl Carroll Vanities
- 1945 : Hitchhike to Happiness
- 1946 : Shadow of a Woman
- 1949 : Make Believe Ballroom
- 1950 : When You're Smiling

### Comme scénariste
- 1933 : Sa douce maison (The House on 56th Street) de Robert Florey
- 1934 : I Like It That Way de Harry Lachman